# 신반정보고등학교
신반정보고등학교(新反情報高等學校)는 대한민국 경상남도 의령군 부림면 신반리에 있는 공립 고등학교이다.

## 학교 연혁
- 1967년 11월 7일 : 신반농업고등학교로 인가(3학급)
- 1968년 3월 7일 : 신반농업고등학교로 개교(3학급)
- 1973년 3월 1일 : 신반상업고등학교로 교명 변경
- 1986년 8월 22일 : 신반종합고등학교로 교명 변경
- 1995년 3월 1일 : 신반상업고등학교로 교명 변경
- 1997년 7월 2일 : 학칙 변경(관광경영 3학급, 사무자동화 3학급)
- 1999년 3월 1일 : 신반정보고등학교로 교명 변경
- 2022년 3월 1일 : 학칙변경(경영사무과 3학급)
- 2022년 12월 30일 : 제53회 12명 졸업(누적 4,777명)
- 2023년 3월 2일 : 제56회 1학급(경영사무과) 14명 입학
- 2023년 9월 1일 : 제27대 이재욱 교장 부임

## 설치 학과
- 경영사무과

## 참고 자료
- 신반정보고등학교 - 한국교육학술정보원 학교알리미